# CD Antofagasta
Club de Deportes Antofagasta är en chilensk fotbollsklubb från staden Antofagasta i norra Chile. Klubben bildades 14 maj 1966 genom att amatörklubbarna Unión Bellavista och Portuario Atacama och Deportes Antofagastas ursprungliga namn var "Club de Deportes Antofagasta Portuario". Den 21 juli 1974 ändrade klubben namn till "Club Regional Antofagasta" och fem år därefter, 1979, fick klubben slutligen sitt nuvarande namn. Deportes Antofagasta gjorde sin debut i den högsta divisionen redan 1969 efter att ha vunnit Segunda División de Chile 1968. Klubben spelar sina hemmamatcher på Estadio Regional Calvo y Bascuñán som 2013 renoverades och tar 21 178 åskådare vid fullsatt.